# ROYCE' Town站

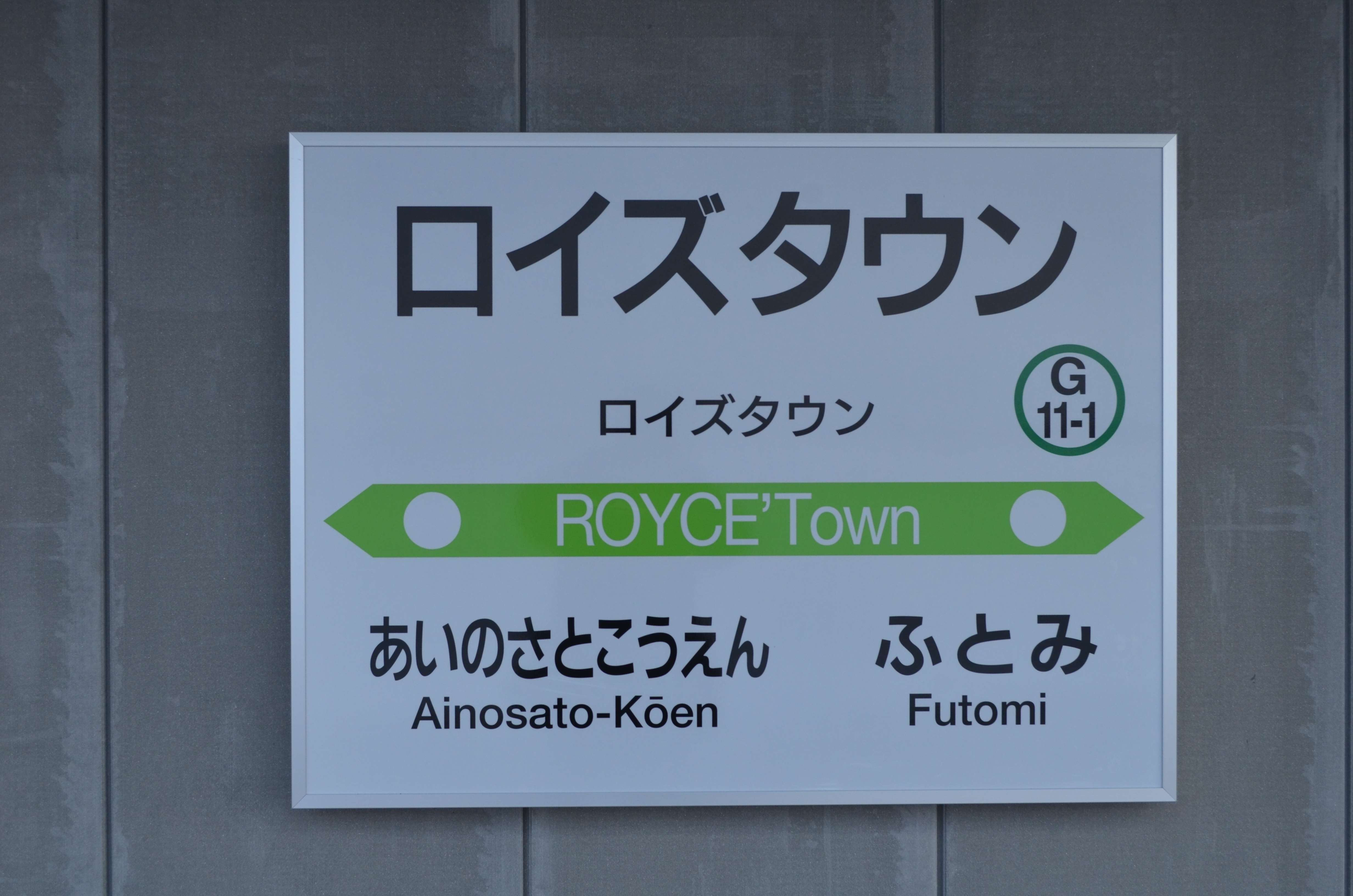
ROYCE' Town 站牌（2022年3月）

ROYCE' Town站（日语：／ ROYCE' Town eki */?）是位於北海道石狩郡當別町，將會是隸屬於北海道旅客鐵道（JR北海道）札沼線（學園都市線）的鐵路車站。車站編號為G11-1，為當別町的請願站。本站是自2020年3月札沼線把北海道醫療大學站以北的路段取消後，首個新建的車站，也是JR北海道繼2002年函館本線流山溫泉站開業後、20年來再次有新車站投入服務，及首個採用後綴編號的車站。
本站預設為無人車站。

## 所屬路線
- 北海道旅客鐵道（JR北海道）

- ■札沼線

## 概要
本站為當別町及朱古力製造商Royce'共同向JR北海道申請的請願站。Royce'在車站附近建有「太美工場」，現時正進行廠房增建工程，並將仿效同業白之戀人般，增設讓遊客參觀的設施，以帶動區內的經濟，同時，亦得到附近民居及町役所的支持，遂以「民間集資」的方式籌募建設費用。車站站房及周邊設施的建設費估算約為十億日圓，將全數由Royce'承擔；車站廣場及附近一帶的整備費用則約為5億5千萬日元，由當別町負責。至於日後車站的保養及管理費用則由JR北海道負責。
整個項目已定於2021年春季展開，其中車站預算於2022年4月投入服務，最終在2022年3月12日隨時間表改正而啟用；而車站廣場則將於2021年6月起動工，預計2023年3月完成。
車站開業後，預計只計算工場職員，每日使用人數約為500人。

## 車站構造

### 站房
以鋼架建成的單層站房，以ROYCE'的標誌藍色及白色為主色，站房設有候車室及無障礙斜道，並裝有開放式閘機、簡易式自動售票機及LED發車顯示屏。

### 月台
將設置一座長約125公尺的側式月台一座，有效長度為6輛。
| 路線                  | 方向 | 目的地                   |
| --------------------- | ---- | ------------------------ |
| ■札沼線（學園都市線） | 上行 | 札幌方向                 |
| ■札沼線（學園都市線） | 下行 | 當別、北海道醫療大學方向 |

## 相鄰車站
北海道旅客鐵道（JR北海道）
札沼線（學園都市線）
愛之里公園（G11）－ROYCE' Town（G11-1）－太美（G12）